# Masters of the Air
Masters of the Air ou Les Maîtres de l'air au Québec est une mini-série américaine en neuf parties d'environ  basée sur les actions de la huitième armée de l'air (8th Air Force) des forces aériennes de l'armée américaine (US Army Air Forces) pendant la Seconde Guerre mondiale, diffusée du 26 janvier au 15 mars 2024 sur Apple TV+.
Elle est considérée comme le troisième volet de la série de mini-séries Frères d'armes et L'Enfer du Pacifique sur la Seconde Guerre mondiale.

## Synopsis
Durant la Seconde Guerre mondiale, la 8th Air Force des US Army Air Forces a pour mission de bombarder les armes et lieux stratégiques du Troisième Reich.
En 1943, l’armée américaine déploie un détachement en Angleterre qui servira de base arrière à sa stratégie aérienne face à l’Allemagne nazie. Au sein de cette 8e Air Force, se forme le 100e groupe de bombardement que la notion de sacrifice n’effraie pas (les « Bloody Hundredth ») : ils mènent de périlleux bombardements depuis la base de la Royal Air Force de Thorpe Abbotts sur l’Allemagne nazie, devant lutter contre des conditions météorologiques extrêmes, le manque d’oxygène et la terreur de combats menés à 25 000 pieds d’altitude. Beaucoup n'en reviendront pas.

## Distribution

### Principaux
- Austin Butler (VF : Marc Arnaud) : le major Gale « Buck » Cleven (en)
- Callum Turner (VF : Julien Allouf) : le major John « Bucky » Egan (en)
- Anthony Boyle (VF : Adrien Larmande) : le major Harry Crosby (en)
- Barry Keoghan (VF : Gabriel Bismuth-Bienaimé) : le lieutenant Curtis Biddick
- Nikolai Kinski (VF : Arnaud Bedouët) : le colonel Harold Huglin (en)
- Stephen Campbell Moore (VF : Anatole de Bodinat) : le major Marvin « Red » Bowman
- Sawyer Spielberg (en) (VF : Benjamin Bollen) : le lieutenant Roy Frank Claytor
- Isabel May (VF : Peggy Martineau) : Marge
- James Murray (VF : Rémi Bichet) : le colonel Neil « Chick » Harding
- Nate Mann (en) (VF : Léo Faure) : le major Robert Rosenthal (en)
- Kai Alexander (en) (VF : Arthur Raynal) : le sergent William Quinn
- Bel Powley (VF : Camille Donda) : Alexandra « Sandra » Wingate
- Louis Hofmann : le lieutenant Ulrich Haussmann
- Sam Hazeldine (VF : Éric Herson-Macarel) : le colonel Albert P. Clark (en)
- Josiah Cross (VF : Jean-Baptiste Anoumon) : le second lieutenant Richard D. Macon
- Branden Cook (VF : Baptiste Marc) : le second lieutenant Alexander Jefferson (en)
- Ncuti Gatwa (VF : Diouc Koma) : le second lieutenant Robert H. Daniels
- Jerry MacKinnon (VF : Daniel Njo Lobé) : le colonel Benjamin O. Davis Jr.

### Secondaires
- David Shields (VF : Jim Redler) : le major Everett Ernest Blakely (en)
- Matt Gavan (VF : Alexis Gilot) : le lieutenant Charles Cruikshank
- James Meunier : le lieutenant Kenneth Lorch
- George Smale : le lieutenant Raymond Nutting
- Oaklee Pendergast (en) : le sergent William Hinton
- Kieron Moore (en) (VF : Clément Moreau) : le sergent Clifford Starkey
- Ben Radcliffe (en) (VF : Gauthier Battoue) : le capitaine John D. Brady
- Adam Long (en) (VF : Maxime Baudouin) : le capitaine Bernard DeMarco
- Darragh Cowley : le lieutenant Glenn Graham
- Elliot Warren (VF : Valentin Merlet) : le lieutenant James Douglass
- Jordan Coulson (en) (VF : Arnaud Laurent) : le lieutenant Howard « Hambone » Hamilton
- Louis Greatorex (VF : Aurélien Raynal) : le capitaine Joseph « Bubbles » Payne
- Nathen Solly (VF : Kévin Goffette) : le lieutenant John Hoerr
- Dean Ridge : Richard Snyder
- James Frecheville : le major Bill Veal
- Sonny Ashbourne Serkis : le lieutenant James Evans
- Thomas Flynn : le lieutenant Sam Barr
- Freddy Carter : le lieutenant David Friedkin (en)
- Ben Spong : le major Ollen « Ollie » Turner

### Invités
- Tommy Jessop (en) : Tommy
- Raff Law (en) (VF : Julien Crampon) : Sergent Ken Lemmons
- Jojo Macari (en) : le capitaine Oran Petrich
- Lino Facioli : le lieutenant Adams
- Fionn O'Shea : le sergent Steve Bosser
- Nitai Levi : le sergent Paul A. Vrabec, Jr.
- Edward Ashley (en) (VF : Martin Faliu) : le lieutenant-colonel John B. Kidd
- Josh Bolt : le lieutenant Winifred « Pappy » Lewis
- Robert Hands (en) : le major Gustav Simoleit
- Joanna Kulig (VF : Polina Panassenko) : Paulina[1]
- Josh Dylan (VF : Cédric Dumond) : le lieutenant George Niethammer

 Source et légende : version française (VF) sur RS Doublage et cartons du doublage français.

## Production
Des reportages sur une troisième mini-série basée sur la deuxième guerre mondiale, dans la même veine que Frères d'armes et L'Enfer du Pacifique, développée par Tom Hanks et Steven Spielberg, ont commencé en octobre 2012, avec l'accent mis sur une équipe de bombardiers aériens appelée The Mighty Eighth. En janvier 2013, HBO a confirmé qu'elle développait la mini-série, basée sur le livre de Donald L. Miller Master of the Air: America's Bomber Boys Who Fought the Air War Against Nazi Germany.
En octobre 2019, il a été rapporté qu'Apple avait conclu un accord avec les sociétés de production respectives de Spielberg et de Hanks pour diffuser la série exclusivement sur Apple TV+ au lieu de HBO. HBO a confirmé dans une déclaration qu'il avait décidé de ne pas poursuivre la série. Deadline rapporte que la série contient huit épisodes pour un coût de production de plus de 200 millions de dollars, tandis que The Hollywood Reporter a déclaré qu'elle contient neuf épisodes pour un coût de production de 250 millions de dollars. Le site web Footsteps Research a indiqué que la série se concentrerait sur le 100e groupe de bombardement de la 8e armée de l'air.

## Liste des épisodes
Les épisodes, sans titres, sont numérotés de un à neuf.
1. Épisode 1
2. Épisode 2
3. Épisode 3
4. Épisode 4
5. Épisode 5
6. Épisode 6
7. Épisode 7
8. Épisode 8
9. Épisode 9

### Épisode 1
- Mondial : 26 janvier 2024 sur Apple TV+

- Tom Joyner : Capitaine Robert « Stormy » Becker
- Mikey Collins : Lieutenant Schmalenbach
- Jon Ewart : Lieutenant William Couch
- Jonas Moore : Lieutenant Frank Murphy
- Charlie Rix : Lieutenant Van Noy
- George Webster (en) : Lieutenant Glenn W. Dye
- Bailey Brook : Sergent Charles K. Bailey
- Samuel Jordan : Sergent John J. « Winks » Herrmann
- Sebastian Orozco : Sergent Garcia
- Thomas Perry : Sergent Harold E. Clanton
- Ronan Summers : Sergent Mallard
- Jake Wardle : Sergent James Gibson
- Luke Baker : Best
- Jon-Paul Bell : Burgin
- Buck Braithwaite : Amison
- Daniel Briggs : Crabb
- Filipe Cates : Villalobos
- Nathan Collins : Oliver
- Jack Crutch : Blum
- Amy Cudden : Marjorie
- Nuno Da Silva : Gospodar
- Toby Eden : Billy Taylor
- Nancy Farino : Lil
- Daniel Fearn : Homme d'affaires local
- Chris Gordon : Officier de débarquement
- Max Hastings : Kenneth Allen
- Bobby Johnson : Fritton
- Harley Johnston : Mullins
- Tom Kane : McDaniels
- Charlie MacVicar : William Williams
- Ethan Moorhouse : Hafer
- Neil Pendleton : Stewart
- Milo Quinton : Edmund Musante
- Robert Rhodes : Préposé #1
- Sam Roberts : Duval
- Ella Rubin : Peggy
- Gary Shelford : Aumônier Teska
- Eric Sirakian : Garde de la base
- Alfie Tempest : Sammy Hurley
- Aron von Andrian : Artilleur allemand de la Flak
- Declan Wyer : Joseph D. Bieu
- Jack Allsobrook : Officier de la Royal Air Force (non-crédité)
- Alex Cavanna : Équipage de Lemmons (non-crédité)
- Jack Connor : Soldat (non-crédité)
- Kieran Geary : Équipage au sol / Médecin / Greffier (non-crédité)
- Joseph Aston Grant : Équipage de Lemmons (non-crédité)
- Christopher Hegarty : Agent de liaison (non-crédité)
- Patrik Krivanek : Sergent Joe F. Hruskocy (non-crédité)
- Niall O'Mara : Sergent Roland Gangwer (non-crédité)
- Dan Robins : Lieutenant James Williams (non-crédité)
- Eric Tiede : Pilotes de la Royal Air Force (voix, non-crédité)
- Trevor Watts : Colonel de l'armée britannique (non-crédité)

### Épisode 2
- Mondial : 26 janvier 2024 sur Apple TV+

- Harry Ames : Capt. August H. Gaspar
- Tom Joyner : Capt. Robert « Stormy » Becker
- Jonas Moore : Lt. Frank Murphy
- Charlie Rix : Lt. Van Noy
- George Webster : Lt. Gwen W. Dye
- Spike White : Lt. Charles A. Via
- Alex Boxall : Sgt. Monroe Thornton
- Bailey Brook : Sgt. Charles K. Bailey
- Sam Gittins : Sgt. William McClelland
- Samuel Jordan : Sgt. John J. « Winks » Herrmann
- Louis Sparks : Sgt. Lester Saunders
- Jake Wardle : Sgt. James Gibson
- James Anthony-Rose : Menzie
- Luke Baker : Best
- Daniel Briggs : Crabb
- Emma Canning : Helen
- Nathan Collins : Oliver
- Nuno Da Silva : Gospodar
- Toby Eden : Billy Taylor
- Ellis Eyres : Ferroggiaro
- Nancy Farino : Lil
- Alfie Field : Torchy Coatsworth
- David Goodall : Officier écossais
- John Hopkins : Dr. « Smokey » Stover
- Nathan Hubble : Britton Smith
- Bobby Johnson : Fritton
- Thomas Josling : Norman
- Harriet Leitch : Tatty Spaatz
- Charlie Macpherson : Brock
- Charlie MacVicar : William Williams
- Neil Pendleton : Stewart
- Robert Rhodes : Préposé #1
- Elliott Ross : Donald 'Don' Strout
- Jonah Rzeskiewicz : Jimmy Parks
- Bert Seymour : Bryan
- Alfie Tempest : Sammy Hurley
- Patrick Warner : Officier de la Royal Air Force
- Adam Young : Miller
- Jack Allsobrook : Officier de la Royal Air Force (non-crédité)
- Adam Bendall : Artilleur allemand de la Flak (non-crédité)
- Liam Edwards : Adjudant (non-crédité)
- Kieran Geary : Équipage au sol (non-crédité)
- Christopher Hegarty : Agent de liaison (non-crédité)
- Dan Robins : Lieutenant James Williams (non-crédité)
- Ben Vincent : Lieutenant John Fredrick (non-crédité)

### Épisode 3
- Mondial : 2 février 2024 sur Apple TV+

- Harry Ames : Capt. August H. Gaspar
- Tom Joyner : Capt. Robert « Stormy » Becker
- Jonas Moore : Lt. Frank Murphy
- Charlie Rix : Lt. Van Noy
- Sam Rosenthal : Lt. Arthur L. Jacobson
- Spike White : Lt. Charles A. Via
- Bailey Brook : Sgt. Charles K. Bailey
- Raif Clarke : Sgt. Charles A. Clark
- Luke Coughlan : Sgt. James M. Johnson
- Lewis Gribben : Sgt. Robert Bixler
- Sebastian Orozco : Sgt. Garcia
- James Anthony-Rose : Menzie
- Luke Baker : Best
- Charlie Beck : Thayer
- Jon-Paul Bell : Burgin
- Nuno Da Silva : Gospodar
- Ellis Eyres : Ferroggiaro
- Zachary Hart : Norris G. Norman
- Nathan Hubble : Britton Smith
- Bobby Johnson : Fritton
- Thomas Josling : Norman
- Mat Laroche : Père de Louise
- Saura Lightfoot-Leon : Louise
- Vincent Londez : Jean Achten
- Nick Preston : Norman Smith
- Elliott Ross : Donald 'Don' Strout
- Jonah Rzeskiewicz : Jimmy Parks
- Gabriel Scott : Garrison
- Gary Shelford : Aumônier Teska
- Adam Young : Miller
- Alex Cavanna : Équipage de Lemmons (non-crédité)
- Kieran Geary : Équipage au sol (non-crédité)
- Cris Haris : Lt. Richard Collier (non-crédité)
- Christopher Hegarty : Agent de liaison (non-crédité)
- Reggie McHale : Copilote de Friedkin (non-crédité)
- Dave Simon : Parisien (non-crédité)
- Julia Westcott-Hutton : Patronne du café polonais (non-créditée)

### Épisode 4
- Mondial : 9 février 2024 sur Apple TV+

- Tom Joyner : Capt. Robert « Stormy » Becker
- Jonas Moore : Capt. Frank Murphy
- Ian Dunnett Jnr : Lt. Ronald C. Bailey
- Jon Ewart : Lt. William Couch
- Phillip Forest Lewitski : Lt. Francis Harper
- Max Hastings : Lt. Kenneth Allen
- Bobby Johnson : Lt. James P. Fitton
- Dan Robins : Lt. James Williams
- Ben Vincent : Lt. John Fredrick
- George Webster : Lt. Glenn W. Dye
- Theodore Bhat : Sgt. Clarence C. Hall
- Bailey Brook : Sgt. Charles K. Bailey
- Jonathan Halliwell : Sgt. William J. DeBlasio
- Patrik Krivanek : Sgt. Joe F. Hruskocy
- Riley Neldam : Sgt. Michael V. Boccuzzi
- Gabriel Scott : Sgt. Don Garrison
- Jordan Scowen : Sgt. John H. Shaffer
- Jake Wardle : Sgt. James Gibson
- Emma Canning : Helen
- Toby Eden : Billy Taylor
- Sian Headon : Savoyarde
- Vincent Londez : Jean Achten
- Ralph Maystone : Soldat polonais
- Lauren McQueen : Rose
- Sammy Measom : Caporal Carter
- Joseph Passafaro : Soldat indiscipliné
- Danielle Phillips : Alice
- Alfie Tempest : Sammy Hurley
- Eric Tiede : Pilotes de la Royal Air Force (voix)
- Anne Vanderelst : Manon
- Alex Cavanna : Équipage de Lemmons (non-crédité)
- Kieran Geary : Équipage au sol / Médecin / Greffier (non-crédité)
- Joseph Aston Grant : Équipage de Lemmons (non-crédité)
- Cris Haris : Lt. Richard Collier (non-crédité)
- Christopher Hegarty : Agent de liaison (non-crédité)
- Nicol Shaw : Femme du club (non-créditée)
- Petra Szicso : Invitée du club des officiers (non-créditée)

### Épisode 5
- Mondial : 16 février 2024 sur Apple TV+

- Josh Goulding : Maj. Robert E. Flesher
- Eric Sigmundsson : Maj. Eugene « Butch » Rovegno
- Tom Joyner : Capt. Robert « Stormy » Becker
- Jonas Moore : Capt. Frank Murphy
- Ian Dunnett Jnr : Lt. Ronald C. Bailey
- Jon Ewart : Lt. William Couch
- Maximilian Henhappel : Lt. Otto Engel
- Lee Hunter : Lt. William 'Bill' Clift
- J.B. Moore : Lt. Hiram E. Harris
- Dan Robins : Lt. James Williams
- Adam Silver : Lt. David Solomon
- Matthew Simpson : Lt. Homer Tripp
- Ben Vincent : Lt. John Fredrick
- Brandon Bassir : Sgt. James A. McCusker
- Theodore Bhat : Sgt. Clarence C. Hall
- Luke Coughlan : Sgt. James M. Johnson
- Michael James : Sgt. Loren Darling
- Jonathan Halliwell : Sgt. William J. DeBlasio
- Ethan Moorhouse : Sgt. Joseph Hafer
- Riley Neldam : Sgt. Michael V. Boccuzzi
- Thomas Perry : Sgt. Harold E. Clanton
- Jordan Scowen : Sgt. John H. Shaffer
- Ronan Summers : Sgt. Mallard
- Jake Wardle : Sgt. James Gibson
- Ross White : Sgt. John Spence
- David Charles : Intendant
- Marcus Christopherson : Sergent de la Luftwaffe
- Cayvan Coates : Pilote de remplacement
- Julian M. Deuster : Fermier allemand
- Toby Eden : Billy Taylor
- Joncie Elmore : Officier Griffiths
- Raul Fernandes : Fermier allemand
- Scott Folan : Billy Keller
- Alastair Galbraith : Professeur Alexander Lindsay
- Tommy Harris : Officier de remplacement Jones
- Ian Hughes : Michael Flynn
- Keaton Lansley : Dan O'Donnell
- Arvid Larsen : Homme allemand
- Adrian Metcalfe : Helmut, fermier allemand
- Alexander Perkins : Sergent de la Luftwaffe
- Jesse Rutherford : Jimmy, prisonnier de guerre
- Alfie Tempest : Sammy Hurley
- Karl Wilson : Hans Williams
- Connor Wulfric : Pilote de chasse allemand
- Kieran Geary : Équipage au sol / Médecin / Greffier (non-crédité)
- Cris Haris : Lt. Richard Collier (non-crédité)
- Christopher Hegarty : Agent de liaison (non-crédité)

### Épisode 6
- Mondial : 23 février 2024 sur Apple TV+

- Harry Ames : Cpt. August H. Gaspar
- Ian Dunnett Jnr : Lt. Ronald C. Bailey
- Dean John-Wilson : Lt. Clifford Milburn
- Jonas Moore : Lt. Frank Murphy
- Theodore Bhat : Sgt. Clarence C. Hall
- Jonathan Halliwell : Sgt. William J. DeBlasio
- Samuel Jordan : Sgt. John J. « Winks » Herrmann
- Patrick McNamee : Sgt. Marion J. Sheldon
- Riley Neldam : Sgt. Michael V. Boccuzzi
- Daniel Anderson : Garde de la Luftwaffe #1
- Alexander Ballinger : Garde de la Luftwaffe #2
- Edward Green : Garde de la Luftwaffe #3
- Marcus Christopherson : Garde de la Luftwaffe #4
- Guy Remy : Garde de la Luftwaffe #5
- David Brückner : Garde de la Luftwaffe #6
- Olly Bassi : Garde de la Luftwaffe #7
- Oliver Monaghan : Garde de la Luftwaffe #8
- Peter Sandys-Clarke : Officier britannique #1
- Manpreet Bachu : Officier britannique #2
- Laszlo Garson : Jeune allemand #1
- Alexander Squires : Jeune allemand #2
- Julian M. Deuster : Fermier allemand #1
- Raul Fernandes : Fermier allemand #2
- Frances Byrd : Allemande #1
- Gertrude Thoma : Allemande #2
- Karl Wilson : Allemand #1
- Joachim Paul Assböck : Allemand #2
- Arvid Larsen : Allemand #3
- Adrian Metcalfe : Allemand #4
- David Angland : Prisonnier de guerre
- David Austin-Barnes : Stuart O'Neill
- Martin Bassindale : Nouveau Kriegie
- David Charles : Intendant
- James Eeles : Barman
- Scott Folan : Billy Keller
- Wayne Forester : Chaplain
- Alastair Galbraith : Professeur A.D. Lindsay
- Jack Gouldbourne : Bombardier
- Andrew Greaves : Kriegie
- Alexander Hartmann : Sergent de la Luftwaffe
- Sam Haygarth : Ralph Kelley
- Ian Hughes : Michael Flynn
- Paul Hunter : Batman
- Katherine Jones : Femme souriante
- Eithne MacSweeny : Ella Walsh
- J.B. Moore : Rameur
- Oscar Morgan : Gardien des raids aériens nazis
- Imogen Morris : Francis Becker
- Martin Oelbermann : Conducteur
- Jamie Parker : Dr. Huston
- Alexander Perkins : Sergent de la Wehrmacht
- Sid Phoenix : Ralph Nist
- Jesse Rutherford : Jimmy
- Freddie Stewart : Paul Clarkowski
- Ian Bjorn : Prisonnier de guerre américain (non-crédité)
- Daniel Hughes : Prisonnier de guerre (non-crédité)
- Andy M Milligan : Officier nazi de haut rang (non-crédité)
- Sanj Surati : Ingénieur de la RAF (non-crédité)

### Épisode 7
- Mondial : 1er mars 2024 sur Apple TV+

- Ben Dilloway : Lieutenant-colonel Bill Aring
- Corin Silva : Lieutenant-colonel John Bennett
- Elan Butler : Lt. Robert Shoens
- Ian Dunnett Jnr : Lt. Ronald C. Bailey
- Jack Franklin : Lt. Charles Mylius
- Leon Finnan : Lt. Sherwin Barton
- Dean John-Wilson : Lt. Clifford Milburn
- Jonas Moore : Lt. Frank Murphy
- Gwïon Morris Jones : Lt. Mark Wilson
- Tian Scott : Lt. Francis Malooly
- Adam Silver : Lt. David Solomon
- Matthew Simpson : Lt. Homer Tripp
- Theodore Bhat : Sgt. Clarence C. Hall
- Bailey Brook : Sgt. Charles K. Bailey
- Jonathan Halliwell : Sgt. William J. DeBlasio
- Samuel Jordan : Sgt. John J. 'Winks' Herrmann
- Patrick McNamee : Sgt. Marion J. Sheldon
- Riley Neldam : Sgt. Michael V. Boccuzzi
- Jack Parr : Sgt. James Mack
- Francesco Piacentini-Smith : Sgt. Ray H. Robinson
- David Austin-Barnes : Stuart O'Neill
- Lucas Button : Navigateur de Shoen
- Darragh Cowley : Graham
- Jakob Diehl : Popeye
- John Hopkins : Dr. « Smokey » Stover
- Owain Huw : Second artilleur vétéran
- Louis Mateu : Kriegie en sueur
- Jack Myers : Dewey Christopher
- Robert Rhodes : Aide-soignant #1
- Joshua Rogers : Aide-soignant du QG
- Euan Shanahan : Artilleur vétéran
- Michael Stobbe : Hermann Glemnitz
- Ian Bjorn : Prisonnier de guerre (non-crédité)
- Chris Robb : Prisonnier de guerre (non-crédité)
- Jonathan Sparrow : Prisonnier de guerre (non-crédité)
- Josh Timmins : Prisonnier de guerre (non-crédité)
- Mark White : Pompier (non-crédité)

### Épisode 8
- Mondial : 8 mars 2024 sur Apple TV+

- Tomisin Ajani : Cpt. Erwin B. Lawrence
- Christopher Lakewood : Col. Thomas Jeffrey
- Jerry MacKinnon : Col. Benjamin O. Davis
- Corin Silva : Lt. Col. John Bennett
- Kwame Agyei : Lt. Joseph E. Gordon
- Bradley Banton : Lt. Lee 'Buddy' Archer
- Branden Cook : Lt. Alexander Jefferson
- Josiah Cross : Lt. Richard D. Macon
- Jonathan Jules : Lt. Shelby F. Westbrook
- Francis Lovehall : Lt. Wendell Pruitt
- Jonas Moore : Lt. Frank Murphy
- Darryl Mundoma : Lt. Charles M. Bussey
- Adam Silver : Lt. David Solomon
- Rahshan Wall : Lt. Frederick Funderburg
- George Cockburn : Nouveau pilote
- Jakob Diehl : Popeye
- Joncie Elmore : Infirmier du 418ème
- Saro Emirze : Hans Scharf
- Jean Baptiste Fillon : Officier des renseignements #1
- Sebastian Griegel : Soldat allemand
- Ollie Hancock : Kriegie effrayé
- Tom Higgins : Kriegie excité
- John Hopkins : Dr. « Smokey » Stover
- Louis Mateu : Kriegie en sueur
- Luke Nadimi : Kriegie savant
- Kojo Quainoo : Officier météorologique
- Joshua Rogers : Infirmier du QG
- Jack Staddon : Officier des renseignements #2
- Cameron Ashplant : Lt. Herbert Miller (non-crédité)
- Ian Bjorn : Prisonnier américain (non-crédité)
- Sean Coleman : Soldat de la Wehrmacht (non-crédité)
- Kemal Shah : Passager français du train (non-crédité)

### Épisode 9
- Mondial : 15 mars 2024 sur Apple TV+

- Marley Brown : Cpt. Bob Gillespie
- Will Masheter : Cpt. Clouter
- Ben Dilloway : Lt. Col. Bill Aring
- John Schwab : Lt. Col. James Lann
- Ian Bouillion : Second Lt. Charlton
- Branden Cook : Lt. Alexander Jefferson
- Jonas Moore : Lt. Frank Murphy
- Adam Silver : Lt. David Solomon
- David Angland : Prisonnier
- Alex Batareanu : Pilote Mercedes russe
- Callum Booth-Ford : Loup-Garou #3
- Ethan James Burke : Enfant allemand
- Harry Burke : Dugger C. West
- Emma Canning : Helen
- Jakob Diehl : Popeye
- Josh Dylan : George Niethammer
- Patrycja Dynowska : Réfugié polonais
- Toby Eden : Billy Taylor
- Jon Ewart : Couch
- Rafael Ferenc : Sous-officier russe
- Rudi Goodman : Loup-Garou #1
- Vaslov Goom : Lieutenant russe
- Freddie Hastwel : Karl
- Harvey Hutchinson : Charles Weber
- Charles Ison : George Windisch
- Ava Jager : Fille hollandaise
- George Johnson : John Ernst
- Alex Kovas : Soldat russe #1
- Yuri Klimov : Général russe
- Max Kruk : Frederic
- Marko Leht : Volkov
- Harriet Leitch : Tatty Spaatz
- Matt Littleson : Pilote débutant
- Matthew Maddison : Lieutenant
- Lauren McQueen : Rose
- Nishad More : Mooseberg
- Simonas Mozura : Soldat russe #2
- Jack Myers : Dewey Christopher
- David Nolden : Garde de la Luftwaffe #1
- Danielle Phillips : Alice
- William Robinson : Robert Stropp
- Sam Rosenthal : Arthur Jacobson
- Leon Silver : Réfugié juif
- Eric Sirakian : Thorpe Abbots
- Tom Sterling : Garde de la Luftwaffe #2
- Michael Stobbe : Hermann Glemnitz
- Alfie Tempest : Sammy
- Freddie Thompson : Karl
- Charlie Topham : Loup-Garou #2
- Adam Woolley : Kriegie
- Charlie Bentley : Prisonnier américain (non-crédité)
- John Capel : Soldat allemand âgé (non-crédité)
- Archie Caswell-Chappell : Soldat allemand (non-crédité)
- Ross Donnelly : Soldat allemand (non-crédité)
- Adam Ganne : Propriétaire d'usine allemand (non-crédité)
- Kya Garwood : Femme allemande blessée (non-crédité)
- Luke Gomes : Lt. Eugene E. Lockhart (non-crédité)
- Ram Gupta : Kriegie (non-crédité)
- Christopher Hegarty : Officier argumentant (non-crédité)
- Joanna Iwanska : Polonaise (non-crédité)
- John King : Anglais reconnaissant des adieux (non-crédité)
- Taraash Mehrotra : Kriegie #3 (non-crédité)
- Liam Middleton : Enfant allemand #2 (non-crédité)
- Ravi Multani : Soldat sikh (non-crédité)
- Aidan Robin Phoenix : Villageois allemand (non-crédité)
- Jonathan Sparrow : Prisonnier (non-crédité)
- Josh Timmins : Prisonnier (non-crédité)
- Chris Wilson : Officier allemand (non-crédité)

Vers la fin de la guerre, des prisonniers de guerre endurent un voyage éprouvant à travers le territoire allemand tandis que Rosie fait une découverte choquante.